# Zbrodnia w Zambrowie
Zbrodnia w Zambrowie – zbrodnia wojenna dokonana przez oddział Wehrmachtu na jeńcach wojennych Wojska Polskiego podczas agresji III Rzeszy na Polskę w 1939.
Podczas kampanii wrześniowej w 1939, w Zambrowie doszło do masakry 200 polskich żołnierzy, zastrzelonych przez straż niemiecką.
10-13 września 1939, w rejonie Zambrowa walki z siłami Wehrmachtu (XIX Korpus Pancerny gen. Guderiana), toczyła 18 Dywizja Piechoty Wojska Polskiego, dowodzona przez płk. Stefana Kosseckiego. Znaczna przewaga wojskowa wroga spowodowała rozbicie dywizji, której pozostali żołnierze (kilka tysięcy ludzi z 18 DP w tym z: 33, 71 i 42 Pułku Piechoty, 18 Pułku Artylerii Lekkiej, 18 Dywizjonu Artylerii Ciężkiej, Batalionu Obrony Narodowej „Kurpie” i innych jednostek dywizyjnych), zostali spędzeni na plac ćwiczebny koszar wojskowych w Zambrowie.
13 września Niemcy zgromadzili w ten sposób ok. 4000 polskich żołnierzy, pilnowanych przez jednostki Wehrmachtu. W czterech rogach placu, oświetlanego w nocy przez reflektory, ustawiono karabiny maszynowe. Poza placem znajdowały się konie z rozbitych polskich oddziałów.
W nocy z 13 na 14 września Niemcy zakomunikowali polskim jeńcom, iż każdy kto w nocy wstanie ze swego miejsca, zostanie natychmiast zastrzelony. Nieoczekiwanie w godzinach nocnych na plac wpadły przestraszone konie, w reakcji na to polscy żołnierze podrywali się z miejsc, aby uniknąć stratowania i śmierci. Załoga niemiecka natychmiast otworzyła ogień, ostrzał trwał ok. 10 minut. 14 września rano okazało się, iż zginęło w ten sposób 200 żołnierzy polskich, a dalszych 100 zostało rannych. Świadkowie, którzy ocaleli z masakry, twierdzili, iż konie zostały celowo przestraszone m.in. oślepiającym światłem z reflektorów i wpadły na plac w panice, a cały mord został w ten sposób celowo zaplanowany i zorganizowany przez Niemców.

## Czytaj więcej
- Jarosław Strenkowski, Zapomniana zbrodnia na polskich jeńcach wojennych. Zambrów 13/14 września 1939 r. GLAUKOPIS NR 34 (3/2017)